# Kotzen
Kotzen é um município da Alemanha, situado no distrito de Havelland, no estado de Brandemburgo. Tem 42,73 km² de área, e sua população em 2019 foi estimada em 598 habitantes.